# Sacca Fisola
Sacca Fisola (Saca Fìsola in dialetto locale) è un'isola di Venezia, situata subito a ponente della Giudecca a cui è collegata tramite il ponte dei Lavraneri. A ovest un altro ponte la collega a Sacca San Biagio, dove era presente un inceneritore abbattuto nel 1984.
Come le altre sacche lagunari è un'isola artificiale, ricavata negli anni sessanta per interramento di una barena preesistente.
Ospita un quartiere popolare di costruzione relativamente recente (anni sessanta), con 1 292 residenti. Non presenta monumenti o edifici di particolare rilievo architettonico. Merita un cenno solo la parrocchiale di San Gerardo Sagredo, con all'interno la Resurrezione di Cristo e Comunione dei Santi di Ernani Costantini (1964), una grande pittura murale (circa 160 m²) che decora il presbiterio.
L'isola è inoltre dotata di un centro sportivo (con campi da tennis, da calcetto e piscina comunale), molto frequentato in quanto uno dei pochissimi del centro storico.